# Osamu Kobayashi (chef-animateur)
Pour les articles homonymes, voir Osamu Kobayashi.
Ne doit pas être confondu avec Osamu Kobayashi (illustrateur) ou Osamu Kobayashi (seiyû).
Osamu Kobayashi (小林 治, Kobayashi Osamu), né le 9 janvier 1945 à Fuchū, est un réalisateur, un producteur et un chef-animateur japonais, principalement connu pour avoir réalisé l'anime Creamy, merveilleuse Creamy. Il travaille pour le studio Ajiadô, dont il est l'un des cofondateurs. 
En 1963, il entre au studio Tōei animation, où il côtoie Hayao Miyazaki et Tsutomu Shibayama. Il devient, avec ce dernier et avec Michishiro Yamada, directeur d'animation de A Production, une filiale de la Tôei. Ensemble, en 1978, ils fondent le studio Ajiadô, notamment connu pour avoir récemment produit l'anime Zettai Shônen.

## Filmographie
- Sablotin
- Creamy, merveilleuse Creamy
- Max et Compagnie (Kimagure Orange Road)
- La Fin du monde (2e partie de l'anime Sweat Punch)
- Gurren Lagann (4e épisode uniquement de l'anime)